# Denholm Elliott
Pour les articles homonymes, voir Elliott.
Denholm Elliott est un acteur britannique né le 31 mai 1922 à Ealing à Londres (Angleterre, Royaume-Uni) et mort le 6 octobre 1992 à Ibiza (Espagne). Il est connu, entre autres, pour avoir incarné Marcus Brody dans la saga Indiana Jones.

## Biographie
Né à Londres dans le quartier d'Ealing, Denholm Mitchell Elliott est le fils de Nina Mitchell et Myles Laymen Farr Elliott, avocat général pour la Palestine mandataire. Il est scolarisé à la Malvern College et est formé à la Royal Academy of Dramatic Art.
Durant la Seconde Guerre mondiale, il rejoint la Royal Air Force comme sergent opérateur radio et a servi au No. 76 Squadron RAF sous le commandement de Leonard Cheshire.
Dans la nuit du 23 au 24 septembre 1942, son avion, un Handley Page Halifax, a été abattu par la lutte antiaérienne lors d'un raid sur un abri de sous-marins U-Boat à Flensbourg, en Allemagne et s'est écrasé dans la mer du Nord, plus exactement à Sylt. Elliott et deux autres membres de l'équipage ont survécu, passant le reste de la guerre comme prisonniers dans un camp en Silésie. Durant cette période, Denholm Elliott s'implique dans le théâtre amateur.

## Carrière
Sa carrière démarre en 1949 au cinéma avec Dear Mr. Prohack. Après ce premier film, il se met à jouer un large éventail de rôles, la plupart étant des personnages minables comme le journaliste dans Defence of the Realm, l'avorteur dans Alfie et un réalisateur alcoolique dans The Apprenticeship of Duddy Kravitz,.
Néanmoins, ce n'est que dans les années 1980 que sa popularité s'accroît notamment en tournant dans des films populaires et pour la plupart salués par la critique: il incarne Marcus Brody, l'assistant et ami d'Indiana Jones, dans Les Aventuriers de l'arche perdue en 1981 et Indiana Jones et la Dernière Croisade en 1989, puis il devient le majordome de Dan Aykroyd dans Un fauteuil pour deux (1983), qui lui vaut le BAFTA du meilleur acteur dans un second rôle, distinction qu'il obtiendra à deux autres reprises en 1985 et 1986 pour ses rôles de médecin dans Porc royal et de journaliste dans Defence of the Realm.
En 1987, son rôle de touriste dans Chambre avec vue lui vaut une nomination à l'Oscar du meilleur acteur dans un second rôle.
En 1988, il est nommé commandeur de l'Ordre de l'Empire britannique pour services rendus au théâtre.
Il effectue sa dernière apparition à l'écran dans Bruits de coulisses. Il meurt le 6 octobre 1992 à l'âge de 70 ans à Ibiza, en Espagne, des suites de la tuberculose liée au SIDA pour lequel il avait été testé positif en 1987. Il a été incinéré. Sa veuve a créé une œuvre de bienfaisance en son honneur, The Denholm Elliot Project, et a collaboré à sa biographie.
En 2008, le film Indiana Jones et le Royaume du crâne de cristal, quatrième volet de la franchise, fait un clin d'œil à Denholm Elliott à travers une statue à l'effigie de son personnage, Marcus Brody, qui est percutée et endommagée par une voiture lors d'une scène de poursuite.

### Vie personnelle
Il est marié de 1954 à 1957 à l'actrice Virginia McKenna, puis de 1962 à sa mort à l'actrice Susan Robinson, avec qui il a eu deux enfants : un fils, Mark, né en 1967, et une fille, Jennifer, qui se suicide en 2003 à l'âge de 39 ans, après que Paul McMullan du News of the World a publié une série d'articles affirmant qu'elle vivait dans la rue et se prostituait (selon des informations obtenues illégalement en soudoyant des policiers, de son propre aveu,). Denholm Elliott était bisexuel, selon sa seconde épouse, décédée en 2007 des suites de l'incendie de son appartement.

## Filmographie

### Cinéma
- 1949 : Dear Mr. Prohack (en) de Thornton Freeland : Oswald Morfey

- 1952 : Le Mur du son ((The Sound Barrier)) de David Lean : Christopher Ridgefield
- 1952 : L'assassin a de l'humour (The Ringer) de Guy Hamilton : John Lemley
- 1952 : The Holly and the Ivy (en) de George More O'Ferrall : Michael « Mick » Gregory
- 1953 : Commando à Rhodes (They Who Dare) de Lewis Milestone : Sgt. Corcoran
- 1953 : La Mer cruelle (The Cruel Sea)) de Charles Frend : Morell
- 1953 : Le Fond du problème (The Heart of the Matter) : Wilson
- 1954 : Lease of Life : Martin Blake
- 1955 : The Man Who Loved Redheads de Harold French : Dennis
- 1955 : The Night My Number Came Up de Leslie Norman : Fl. Lt. McKenzie
- 1956 : Pacific Destiny (en) de Wolf Rilla : Arthur Grimble
- 1960 : Scent of Mystery de Jack Cardiff : Oliver Larker
- 1962 : La Blonde de la station 6 (Station Six-Sahara) de Seth Holt : Macey
- 1964 : Nothing But the Best de Clive Donner : Charlie Prince
- 1964 : Dernière mission à Nicosie (The High Bright Sun) de Ralph Thomas : Baker
- 1965 : Un caïd (King Rat) de Bryan Forbes : Lt. G.D. Larkin
- 1965 : You Must Be Joking! (en) de Michael Winner : Capt. Tabasco
- 1966 : Alfie le dragueur (Alfie) de Lewis Gilbert : l'avorteur
- 1966 : The Spy with a Cold Nose de Daniel Petrie : Pond-Jones
- 1967 : Trois petits tours et puis s'en vont (Here We Go Round the Mulberry Bush) de Clive Donner : Mr. Beauchamp
- 1967 : Maroc 7 de Gerry O'Hara : inspecteur Barrada
- 1968 : The Night They Raided Minsky's de William Friedkin : Vance Fowler
- 1968 : La Mouette (The Sea Gull) de Sidney Lumet : Dorn, un médecin
- 1970 : La Maison qui tue de Peter Duffell : Charles Hillyer (segment Method for Murder)
- 1970 : Trop tard pour les héros (Too Late the Hero) de Robert Aldrich : Capt. Hornsby
- 1970 : The Rise and Rise of Michael Rimmer (en) de Kevin Billington : Peter Niss
- 1971 : Quest for Love de Ralph Thomas : Tom Lewis
- 1971 : Percy (en) de Ralph Thomas : Emmanuel Whitbread
- 1972 : Madame Sin de David Greene : Malcolm De Vere
- 1973 : Le Caveau de la terreur (The Vault of Horror) : Diltant
- 1973 : A Doll's House : Krogstad
- 1974 : Percy's Progress (en) de Ralph Thomas : Sir Emmanuel Whitbread
- 1974 : The Last Chapter : Robert Murray
- 1974 : L'Apprentissage de Duddy Kravitz de Ted Kotcheff : Friar
- 1975 : Russian Roulette de Lou Lombardo : Commandant Petapiece
- 1976 : Une fille... pour le diable (To the Devil a Daughter) de Peter Sykes : Henry Beddows
- 1976 : La Rose et la Flèche (Robin and Marian) de Richard Lester : Will Scarlett
- 1976 : Partners de Don Owen : John Grey
- 1976 : Le Voyage des damnés (Voyage of the Damned) de Stuart Rosenberg : Amiral Wilhelm Canaris
- 1977 : Un pont trop loin (A Bridge Too Far) de Richard Attenborough : Officier météorologiste de la RAF
- 1977 : The Strange of the End of Civilization as We Know It de Joseph McGrath : le délégué anglais
- 1978 : La Folle Escapade (Watership Down) : Cowslip (voix)
- 1978 : Sweeney 2 (en) de Tom Clegg : Jupp
- 1978 : The Hound of the Baskervilles de Paul Morrissey : Stapleton
- 1978 : La Petite fille en velours bleu de Alan Bridges : Mike
- 1978 : Ces garçons qui venaient du Brésil (The Boys from Brazil) de Franklin J. Schaffner : Sidney Beynon
- 1979 : Jack le Magnifique (Saint Jack) de Peter Bogdanovich : William Leigh
- 1979 : L'Ultime Attaque (Zulu Dawn) de Douglas Hickox : Colonel Pulleine
- 1979 : Le Putsch des mercenaires (Game for Vultures) de James Fargo : Raglan Thistle
- 1979: Cuba de Richard Lester : Donald Skinner
- 1980 : Rising Damp (en) de Joseph McGrath : Seymour
- 1980 : Enquête sur une passion (Bad Timing) de Nicolas Roeg : Stefan Vognic
- 1980 : Les Séducteurs (Sunday Lovers) de Bryan Forbes : Parker (segment An Englishman's Home)
- 1981 : Les Aventuriers de l'arche perdue (Raiders of the Lost Ark) de Steven Spielberg : Dr. Marcus Brody
- 1982 : Drôle de missionnaire (The Missionary) de Richard Loncraine : The Bishop
- 1982 : Pierre qui brûle (Brimstone & Treacle) de Richard Loncraine : Tom Bates
- 1983 : Un fauteuil pour deux (Trading Places) de John Landis : Coleman
- 1983 : La Dépravée (The Wicked Lady) de Michael Winner : Sir Ralph Skelton
- 1984 : Le Fil du rasoir (The Razor's Edge) de John Byrum : Elliott Templeton
- 1984 : Porc royal (A Private Function) de Malcolm Mowbray : Dr. Charles Swaby
- 1985 : Defence of the Realm de David Drury : Vernon Bayliss
- 1985 : Underworld de George Pavlou : Dr. Savary
- 1985 : Chambre avec vue (A Room with a View) de James Ivory : Mr. Emerson
- 1986 : The Whoopee Boys (en) de John Byrum : Colonel Phelps
- 1987 : Innocent Heroes
- 1987 : Maurice de James Ivory : Dr. Barry
- 1987 : September de Woody Allen : Howard
- 1988 : Clés pour la liberté (Keys to Freedom) de Steve Feke : inspecteur Basil Crisp
- 1988 : Stealing Heaven de Clive Donner : Fulbert
- 1989 : Killing Dad or How to Love Your Mother de Michael Austin : Monty Berg
- 1989 : Retour de la rivière Kwaï (Return from the River Kwai) de Victor McLaglen : Colonel Grayson
- 1989 : Indiana Jones et la Dernière Croisade (Indiana Jones and the Last Crusade) de Steven Spielberg : Dr. Marcus Brody
- 1990 : Sunday Pursuit : Thomas Wilkins
- 1991 : Toy Soldiers de Daniel Petrie : Headmaster
- 1991 : Scorchers de David Beaird : Howler
- 1992 : Bruits de coulisses (Noises Off...) de Peter Bogdanovich: Selsdon Mowbray / Le cambrioleur

### Télévision
- 1954 : Montserrat : Montserrat
- 1957 : Twelfth Night : Sebastian
- 1959 : The Moon and Sixpence : le romancier
- 1963 : The Invincible Mr. Disraeli : Montague Corry
- 1964 : The Holy Terror : Herbert
- 1965 : A Little Temptation : Vincent
- 1965 : The House
- 1966 : The Fall of the House of Usher : Roderick Usher
- 1966 : The Man in Room 17 : Defraits
- 1968 : The Strange Case of Dr. Jekyll and Mr. Hyde : Dr. George Devlin
- 1968 : Dracula : Comte Dracula
- 1969 : Scenes from Family Life
- 1972 : The Sextet
- 1972 : A Question of Degree
- 1972 : Follow the Yellow Brick Road : Jack Black
- 1972 : Amicalement vôtre (Regrets Eternels) : Roland Sinclair
- 1973 : Home for the Holidays : un vieil homme
- 1973 : The Song of Songs : Dr. Salmoni
- 1974 : La Dame de la mer : Dr. Wrangel
- 1975 : The Crazy Kill : Dr. Frank Henson
- 1976 : Clayhanger : Tertius Ingsen
- 1976 : Orde Wingate : Senior Officer
- 1976 : The Signalman : The Signalman
- 1977 : Shooting the Chandelier
- 1978 : Crest of a Wave
- 1980 : Blade on the Feather : Jack Hill
- 1980 : The Two Faces of Evil
- 1982 : Marco Polo de Giuliano Montaldo (feuilleton TV) : Niccolo Polo
- 1983 : Le Chien des Baskerville (The Hound of the Baskervilles) : Dr. Mortimer
- 1984 : La Dame aux camélias, de Desmond Davis (téléfilm) : comte de Noilly
- 1985 : Past Caring : Victor
- 1985 : Bleak House (en) : John Jarndyce
- 1986 : Hotel du Lac : Philip Neville
- 1986 : Mrs. Delafield Wants to Marry : George Parker
- 1987 : Scoop : Mr. Salter
- 1987 : The Happy Valley : Sir Henry « Jock » Delves Broughton
- 1987 : A Child's Christmas in Wales : Old Geraint
- 1988 : Noble House : Alastair Struan
- 1988 : Codename: Kyril : Povin
- 1988 : La Mémoire dans la peau (The Bourne Identity) : Geoffrey Washburn
- 1989 : Nightmare Classics
- 1989 : The Strange Case of Dr. Jekyll and Mr. Hyde
- 1989 : Bangkok Hilton : Hal Stanton
- 1990 : The Love She Sought : James O'Hannon
- 1991 : The Black Candle : William Filmore
- 1991 : A Murder of Quality (d'après Chandelles noires) : George Smiley
- 1991 : Un contre le vent (One Against the Wind) : le père LeBlanc

## Distinctions

### Récompenses
- British Academy Film Awards 1984 : Meilleur acteur dans un second rôle pour Un fauteuil pour deux
- British Academy Film Awards 1985 : Meilleur acteur dans un second rôle pour Porc royal
- British Academy Film Awards 1986 : Meilleur acteur dans un second rôle pour Defence of the Realm

### Nominations
- British Academy Film Awards 1982 : Meilleur acteur dans un second rôle pour Les Aventuriers de l'arche perdue
- British Academy Film Awards 1987 : Meilleur acteur dans un second rôle pour Chambre avec vue
- Oscars 1987 : Meilleur acteur dans un second rôle pour Chambre avec vue

## Voix françaises
| - Jacques Ciron dans : - Un pont trop loin - Les Séducteurs - Indiana Jones et la Dernière Croisade - Gabriel Cattand dans : - Alfred Hitchcock présente (série télévisée) - Un fauteuil pour deux | et aussi : - Philippe Dumat dans Trop tard pour les héros - Jean-Claude Michel dans Amicalement vôtre (série télévisée) - Richard Leblond dans Le Caveau de la terreur (doublé en 1985) - René Bériard dans La Rose et la Flèche - Pierre Hatet dans Le Voyage des damnés - Michel Muller dans Une fille pour le diable - Pierre Garin dans Ces garçons qui venaient du Brésil - Jean-Pierre Leroux dans La Folle Escapade (voix - 1er doublage) - René Roussel dans Cuba - Jean Topart dans Le Putsch des mercenaires - Raoul Guillet dans Les Aventuriers de l'arche perdue - Marc Cassot dans Marco Polo (série télévisée) - William Sabatier dans Chambre avec vue - Henri Poirier dans Maurice - Jacques Marin dans Bruits de coulisses |